# Список найкращих легкоатлетів 2015
Нижче представлено список найкращих результатів 2015 року серед чоловіків та жінок у світі, Європі та Україні.

## Чоловіки

### Зимовий сезон
| Дисципліна                                  | Світ | Європа                                                                                             | Україна                                                                                       |
| ------------------------------------------- | --- | -------------------------------------------------------------------------------------------------- | --------------------------------------------------------------------------------------------- |
| 50 метрів                                   | 5,83 Вудроу Ренделл США Гейвін Смеллі Канада                                                                                            | 5,88 Ілля Сиротюк Білорусь                                                                         |                                                                                               |
| 55 метрів                                   | 6,09 Марвін Брейсі США | 6,52 Майкл Охіозе Велика Британія                                                                  |                                                                                               |
| 60 метрів                                   | 6,47 Кім Коллінс Сент-Кіттс і Невіс | 6,51 Річард Кілті Велика Британія                                                                  | 6,78 Роман Кравцов Запорізька обл.                                                            |
| 200 метрів                                  | 20,19 Трейвон Бромелл США | 20,66 Кароль Залевський Польща                                                                     | 21,73 Євген Гуцол Сумська обл.                                                                |
| 300 метрів                                  | 32,53 Павел Маслак Чехія | 32,53 Павел Маслак Чехія                                                                           | 35,04 Данило Даниленко Волинська обл.                                                         |
| 400 метрів                                  | 45,27 Павел Маслак Чехія | 45,27 Павел Маслак Чехія                                                                           | 46,72 Євген Гуцол Сумська обл.                                                                |
| 500 метрів                                  | 1.00,06 WIB* Брайсен Спретлінг США | 1.00,68 Якуб Кшевіна Польща                                                                        |                                                                                               |
| 600 метрів                                  | 1.15,33 Казімір Локсом США | 1.16,50 Ендрю Осажі Велика Британія                                                                |                                                                                               |
| 800 метрів                                  | 1.45,48 Мусаеб Абдулрахман Балла Катар                                                                                                  | 1.45,77 Адам Кщот Польща                                                                           | 1.49,18 В'ячеслав Олішевський Житомирська обл.                                                |
| 1000 метрів                                 | 2.17,00 Меттью Сентровіц США | 2.19,45 Якуб Голуша Чехія                                                                          | 2.22,53 В'ячеслав Олішевський Житомирська обл.                                                |
| 1500 метрів                                 | 3.34,13 Хомію Тесфайе Німеччина | 3.34,13 Хомію Тесфайе Німеччина                                                                    | 3.44,33 Станіслав Маслов Київська обл.                                                        |
| Миля                                        | 3.51,35 Меттью Сентровіц США | 3.55,35 Кріс О'Хер Велика Британія                                                                 |                                                                                               |
| 2000 метрів                                 | 5.13,29 Ільгізар Сафіулін Росія | 5.13,29 Ільгізар Сафіулін Росія                                                                    | 5.28,8 Олександр Борисюк Волинська обл.                                                       |
| 3000 метрів                                 | 7.33,1 Мо Фара Велика Британія | 7.33,1 Мо Фара Велика Британія                                                                     | 7.53,13 Станіслав Маслов Київська обл.                                                        |
| 2 милі                                      | 8.03,40 WIB Мо Фара Велика Британія | 8.03,40 EIB Мо Фара Велика Британія                                                                |                                                                                               |
| 5000 метрів                                 | 13.27,53 Арне Габіус Німеччина | 13.27,53 Арне Габіус Німеччина                                                                     |                                                                                               |
| 50 метрів з бар'єрами                       | 6,65 Віталій Парахонка Білорусь | 6,65 Віталій Парахонка Білорусь                                                                    |                                                                                               |
| 55 метрів з бар'єрами                       | 7,09 Омо Осаге США | 7,36 Франсіско Хав'єр Лопес Іспанія                                                                |                                                                                               |
| 60 метрів з бар'єрами                       | 7,45 Орландо Ортега Куба | 7,46 Дімітрі Баску Франція                                                                         | 7,77 Сергій Копанайко Київ                                                                    |
| 2000 метрів з перешкодами                   | | 5.21,50 EIB Ільгізар Сафіулін Росія                                                                | 5.38,39 Павло Олійник Чернігівська обл.                                                       |
| 3000 метрів з перешкодами                   | | | 8.44,52 Василь Коваль Житомирська обл.                                                        |
| 4х200 метрів                                | 1.24,82 ТФ Ваттеншайд 01 Німеччина Робін Ерева Себастьян Ернст Александер Косенков Максиміліан Рут                                      | 1.24,82 ТФ Ваттеншайд 01 Німеччина Робін Ерева Себастьян Ернст Александер Косенков Максиміліан Рут |                                                                                               |
| 4х400 метрів                                | 3.02,86 Техаський університет A&M Грегорі Коулмен США Брейлон Теплін Гренада Шавез Харт Багамські Острови Деон Лендор Тринідад і Тобаго | 3.02,87 EIR Бельгія Жульєн Ватрен Ділан Борле Йонатан Борле Кевін Борле                            | 3.14,85 Житомирська обл. Дмитро Гедзюк В'ячеслав Олішевський Максим Костічев Назарій Дзюбенко |
| 4х800 метрів                                | 7.22,10 Університет штату Пенсильванія Джордан Мейкінс Австралія Райан Бреннан США Бреннон Кіддер США Роббі Кріз США                    | |                                                                                               |
| Змішана естафета (1200+400+800+1600 метрів) | 9.19,93 WIB США Меттью Сентровіц Майкл Беррі Ерік Совінскі Патрік Кейсі                                                                 | 9.25,37 EIB Ірландія Деклан Маррей Брайан Греган Марк Інгліш Кіаран О'Лайонард                     |                                                                                               |
| Спортивна хода 3000 метрів                  | 11.17,33 Ерік Тіссе Норвегія | 11.17,33 Ерік Тіссе Норвегія                                                                       |                                                                                               |
| Спортивна хода 5000 метрів                  | 18.16,76 Йоанн Дініз Франція | 18.16,76 Йоанн Дініз Франція                                                                       | 19.25,67 Ігор Главан Київська обл.                                                            |
| Стрибки у висоту                            | 2,41 Мутаз Есса Баршим Катар | 2,34 Марко Фассінотті Італія                                                                       | 2,33 Андрій Проценко Херсонська обл.                                                          |
| Стрибки з жердиною                          | 6,04 Рено Лавіллені Франція | 6,04 Рено Лавіллені Франція                                                                        | 5,55 Олександр Корчмід Київська обл.                                                          |
| Стрибки в довжину                           | 8,30 Мішель Торнеус Швеція | 8,30 Мішель Торнеус Швеція                                                                         | 7,78 Сергій Никифоров Київська обл.                                                           |
| Потрійний стрибок                           | 17,37 Марквіз Денді США | 17,21 Нельсон Евора Португалія                                                                     | 16,32 Віктор Ястребов Київська обл.                                                           |
| Штовхання ядра                              | 21,80 Райан Вайтінг США | 21,26 Давід Шторль Німеччина                                                                       | 18,73 Віктор Самолюк Київська обл.                                                            |
| Метання ваги                                | 25,58 Майкл Лірман США | 22,56 Нік Міллер Велика Британія                                                                   |                                                                                               |
| Семиборство                                 | 6353 Ілля Шкуреньов Росія | 6353 Ілля Шкуреньов Росія                                                                          | 5655 Василь Іваницький Львівська обл.                                                         |

### Літній сезон
| Дисципліна                                  | Світ                                                                             | Європа                                                                     | Україна |
| ------------------------------------------- | -------------------------------------------------------------------------------- | -------------------------------------------------------------------------- | --- |
| 100 ярдів                                   | 9,26 Асафа Павелл Ямайка                                                         |                                                                            | |
| 100 метрів                                  | 9,74 Джастін Гетлін США                                                          | 9,86 ER Джиммі Віко Франція                                                | 10,33 Віталій Корж Сумська обл. |
| 200 метрів                                  | 19,55 Усейн Болт Ямайка                                                          | 19,88 Раміль Гулієв Туреччина                                              | 20,45 Сергій Смелик Київ |
| 300 метрів                                  | 31,53 Лашон Меррітт США                                                          | 32,14 Делано Вільямс Велика Британія                                       | |
| 400 метрів                                  | 43,48 Вайде ван Нікерк ПАР                                                       | 44,45 Мартін Руні Велика Британія                                          | 45,01 NR Віталій Бутрим Сумська обл. |
| 600 метрів                                  | 1.14,33 Чарльз Джок США                                                          | 1.15,71 Марк Інгліш Ірландія                                               | |
| 800 метрів                                  | 1.42,51 Амель Тука Боснія і Герцеговина                                          | 1.42,51 Амель Тука Боснія і Герцеговина                                    | 1.46,85 Станіслав Маслов Київська обл.                                                                                                   |
| 1000 метрів                                 | 2.13,08 Тауфік Махлуфі Алжир                                                     | 2.17,25 Марчін Левандовскі Польща                                          | 2.20,97 Станіслав Маслов Київська обл.                                                                                                   |
| 1500 метрів                                 | 3.26,69 Асбел Кіпроп Кенія                                                       | 3.28,93 Мо Фара Велика Британія                                            | 3.38,02 Станіслав Маслов Київська обл.                                                                                                   |
| Миля                                        | 3.51,10 Аянлех Сулейман Джибуті                                                  | 3.51,84 Пітер-Ян Ханнес Бельгія                                            | |
| 2000 метрів                                 | 5.24,41 Якоб Інгебрігтсен Норвегія                                               | 5.24,41 Якоб Інгебрігтсен Норвегія                                         | |
| 3000 метрів                                 | 7.34,66 Мо Фара Велика Британія                                                  | 7.34,66 Мо Фара Велика Британія                                            | 7.47,22 Станіслав Маслов Київська обл.                                                                                                   |
| 2 милі                                      | 8.42,51 Ендрю Хантер США                                                         |                                                                            | |
| 5000 метрів                                 | 12.53,98 Йоміф Кеджелча Ефіопія                                                  | 13.00,31 Алі Кайя Туреччина                                                | 13.37,95 Микола Нижник Київ |
| 10000 метрів                                | 26.50,97 Мо Фара Велика Британія                                                 | 26.50,97 Мо Фара Велика Британія                                           | 29.08,48 Дмитро Лашин Київська обл. |
| 20000 метрів                                |                                                                                  |                                                                            | |
| 1 година                                    |                                                                                  |                                                                            | |
| 25000 метрів                                |                                                                                  |                                                                            | |
| 30000 метрів                                |                                                                                  |                                                                            | |
| 110 метрів з бар'єрами                      | 12,94 Орландо Ортега Куба                                                        | 12,98 Сергій Шубенков Росія                                                | 13,81 Артем Шаматрин Київ |
| 400 метрів з бар'єрами                      | 47,79 Ніколас Бетт Кенія                                                         | 48,05 Денис Кудрявцев Росія                                                | 49,62 Станіслав Мельников Одеська обл.                                                                                                   |
| 2000 метрів з перешкодами                   | 5.25,12 Мітко Ценов Болгарія                                                     | 5.25,12 Мітко Ценов Болгарія                                               | 6.16,89 Дмитро Пачковський Рівненська обл.                                                                                               |
| 3000 метрів з перешкодами                   | 7.58,83 Джайрус Кіпчоге Біреч Кенія                                              | 8.18,49 Йоанн Коваль Франція                                               | 8.35,21 Ілля Сухарєв Донецька обл. |
| 4x100 метрів                                | 37,36 Ямайка Неста Картер Асафа Павелл Нікель Ашмід Усейн Болт                   | 37,88 Франція Емманюель Бірон Крістоф Леметр Гі-Ельфеж Ануман Джиммі Віко  | 38,79 Україна Роман Кравцов Запорізька обл. Сергій Смелик Київ Володимир Супрун Сумська обл. Віталій Корж Сумська обл.                   |
| 4x200 метрів                                | 1.20,19 Ямайка Рашид Дваєр Джейсон Лівермор Джермейн Браун Воррен Вейр           | 1.21,41 Франція П'єр Венсан Тедді Тінмар П'єр-Алексі Пессонно Бен Бассо    | |
| 4x400 метрів                                | 2.57,82 США Девід Вербург Тоні Маккей Брайшон Неллум Лашон Меррітт               | 2.58,51 Велика Британія Рабах Юсіф Делано Вільямс Джаррід Данн Мартін Руні | 3.05,16 Україна Назарій Дзюбенко Житомирська обл. Євген Гуцол Сумська обл. Володимир Бураков Запорізька обл. Віталій Бутрим Сумська обл. |
| 4x800 метрів                                | 7.04,84 США Дуейн Соломон Ерік Совінскі Казімір Локсом Роббі Ендрюс              | 7.09,98 Польща Кароль Конєчни Каміл Гурдак Марчін Левандовськи Адам Кщот   | |
| 4x1500 метрів                               |                                                                                  |                                                                            | |
| Змішана естафета (1200+400+800+1600 метрів) | 9.15,50 WR США Кайл Мербер Брайсен Спретлінг Брендон Джонсон Бен Бланкеншіп      | 9.24,07 Польща Матеуш Демчищак Лукаш Кравчук Адам Кщот Марчін Левандовскі  | |
| Спортивна хода 3000 метрів                  | 11.15,20 Квентін Рю Нова Зеландія                                                | 11.28,45 Ерік Тіссе Норвегія                                               | |
| Спортивна хода 5000 метрів                  | 18.22,41 Йоанн Дініз Франція                                                     | 18.22,41 Йоанн Дініз Франція                                               | 21.29,9 Едуард Забуженко Київська обл.                                                                                                   |
| Спортивна хода 10000 метрів                 | 38.01,5 Такахасі Ейкі Японія                                                     | 38.53,42 Мігель Анхель Лопес Іспанія                                       | 40.55,55 Андрій Гречковський Львівська обл.                                                                                              |
| Спортивна хода 20000 метрів                 | 1:23.20,86 Лебоганг Шанге ПАР                                                    | 1:23.48,21 Жан Бланшото Франція                                            | |
| Спортивна хода 30000 метрів                 |                                                                                  |                                                                            | |
| Спортивна хода 50000 метрів                 |                                                                                  |                                                                            | |
| 10 кілометрів (шосе)                        | 27.30 Стівен Самбу Кенія                                                         | 27.54 Хомію Тесфайе Німеччина                                              | 28.15 Сергій Лебідь Київська обл. |
| 15 кілометрів (шосе)                        | 42.01 Метью Кісоріо Кенія Абрахам Черобен Бахрейн                                |                                                                            | |
| 10 миль (шосе)                              | 45.07 Чарльз Ндунгу Кенія                                                        |                                                                            | |
| 20 кілометрів (шосе)                        | 56.07 Абрахам Черобен Бахрейн                                                    | 56.27 ER Мо Фара Велика Британія                                           | |
| Напівмарафон (шосе)                         | 59.10 Абрахам Черобен Бахрейн                                                    | 59.32 ER Мо Фара Велика Британія                                           | 1:02.52 Дмитро Лашин Київська обл. |
| 25 кілометрів (шосе)                        | 1:12.31 Абрахам Черобен Бахрейн                                                  |                                                                            | |
| 30 кілометрів (шосе)                        | 1:28.10 Еліуд Кіпчоґе Кенія Еммануель Кіпчірчір Мутаі Кенія Феїса Лілеса Ефіопія | 1:30.35 Арне Габіус Німеччина                                              | |
| Марафон (шосе)                              | 2:04.00 Еліуд Кіпчоґе Кенія                                                      | 2:08.33 Арне Габіус Німеччина                                              | 2:09.11 Олександр Сітковський Донецька обл.                                                                                              |
| Екіден (шосе)                               |                                                                                  |                                                                            | |
| 100 кілометрів (шосе)                       | 6:22.44 Йонас Бууд Швеція                                                        | 6:22.44 Йонас Бууд Швеція                                                  | |
| Спортивна хода 10 кілометрів (шосе)         | 38.50 Олександр Яргункін Росія                                                   | 38.50 Олександр Яргункін Росія                                             | 39.05 Коваленко Назар Київська обл. |
| Спортивна хода 20 кілометрів (шосе)         | 1:16.36 WR Юсуке Судзукі Японія                                                  | 1:17.02 WR* ER Йоанн Дініз Франція                                         | 1:20.29 Ігор Главан Київська обл. |
| Спортивна хода 35 кілометрів (шосе)         | 2:25.54 Михайло Рижов Росія                                                      | 2:25.54 Михайло Рижов Росія                                                | 2:39.10 Олексій Казанін Волинська обл.                                                                                                   |
| Спортивна хода 50 кілометрів (шосе)         | 3:34.38 Матей Тот Словаччина                                                     | 3:34.38 Матей Тот Словаччина                                               | 3:49.02 Іван Банзерук Волинська обл. |
| Стрибки у висоту                            | 2,41 Мутаз Есса Баршим Катар                                                     | 2,37 Богдан Бондаренко Україна Джанмарко Тамбері Італія                    | 2,37 Богдан Бондаренко Харківська обл.                                                                                                   |
| Стрибки з жердиною                          | 6,05 Рено Лавіллені Франція                                                      | 6,05 Рено Лавіллені Франція                                                | 5,65 Владислав Ревенко Київська обл. |
| Стрибки у довжину                           | 8,52 Джефф Хендерсон США                                                         | 8,41 Грег Резерфорд Велика Британія                                        | 7,87 Владислав Мазур Житомирська обл. |
| Потрійний стрибок                           | 18,21 Крістіан Тейлор США                                                        | 17,52 Нельсон Евора Португалія                                             | 16,37 Віктор Ястребов Київська обл. |
| Штовхання ядра                              | 22,56 Джо Ковач США                                                              | 22,20 Давід Шторль Німеччина                                               | 18,90 Віктор Самолюк Київська обл. |
| Метання диска                               | 68,29 Пйотр Малаховськи Польща                                                   | 68,29 Пйотр Малаховськи Польща                                             | 63,34 Микита Нестеренко Дніпропетровська обл.                                                                                            |
| Метання молота                              | 83,93 Павел Файдек Польща                                                        | 83,93 Павел Файдек Польща                                                  | 79,25 Євген Виноградов Київська обл. |
| Метання списа                               | 92,72 Джуліус Йего Кенія                                                         | 89,27 Томас Рьолер Німеччина                                               | 81,83 Максим Богдан Волинська обл. |
| Десятиборство                               | 9045 WR Ештон Ітон США                                                           | 8561 Ріко Фраймут Німеччина                                                | 8262 Олексій Касьянов Запорізька обл. |

## Жінки

### Зимовий сезон
| Дисципліна                                  | Світ                                                                                             | Європа                                                                                    | Україна |
| ------------------------------------------- | ------------------------------------------------------------------------------------------------ | ----------------------------------------------------------------------------------------- | --- |
| 50 метрів                                   | 6,34 Крістал Еммануель Канада                                                                    | 6,50 Сара Атчо Швейцарія                                                                  | |
| 55 метрів                                   | 6,75 Тахіша Херріган-Скотт Британські Віргінські Острови                                         | 7,29 Лорен Томпсон Велика Британія                                                        | |
| 60 метрів                                   | 7,05 Мюріель Ауре Кот-д'Івуар Дафне Схіпперс Нідерланди                                          | 7,05 Дафне Схіпперс Нідерланди                                                            | 7,11 Олеся Повх Запорізька обл. |
| 200 метрів                                  | 22,52 Дженна Прандіні США                                                                        | 23,12 Ребекка Хаазе Німеччина                                                             | 24,40 Анастасія Бризгіна Запорізька обл.                                                                                                   |
| 300 метрів                                  | 36,52 Наташа Гастінгс США                                                                        | 37,07 Флорія Гуей Франція                                                                 | |
| 400 метрів                                  | 51,12 Кортні Около США                                                                           | 51,72 Серен Банді-Девіс Велика Британія                                                   | 51,96 Наталія Пигида Київська обл. |
| 500 метрів                                  | 1.08,84 Джорджанн Молін США                                                                      | 1.09,75 Марія Ніколаєва Росія                                                             | |
| 600 метрів                                  | 1.26,22 Кірстен Макаслан Велика Британія                                                         | 1.26,22 Кірстен Макаслан Велика Британія                                                  | |
| 800 метрів                                  | 1.59,21 Дженніфер Мідоуз Велика Британія                                                         | 1.59,21 Дженніфер Мідоуз Велика Британія                                                  | 2.02,18 Наталія Лупу Чернівецька обл. |
| 1000 метрів                                 | 2.37,86 Треньєр Мозер США                                                                        | 2.39,72 Євгенія Зінурова Росія                                                            | |
| 1500 метрів                                 | 4.00,46 Сіфан Гассан Нідерланди                                                                  | 4.00,46 Сіфан Гассан Нідерланди                                                           | 4.20,17 Анастасія Ткачук Запорізька обл.                                                                                                   |
| Миля                                        | 4.22,66 Шеннон Роубери США                                                                       | 4.31,75 Роузі Кларк Велика Британія                                                       | |
| 2000 метрів                                 | 5.35,46 Давіт Сеяум Ефіопія                                                                      | 5.55,52 Анна Щагіна Росія                                                                 | |
| 3000 метрів                                 | 8.37,22 Гензебе Дібаба Ефіопія                                                                   | 8.47,61 Олена Коробкіна Росія                                                             | 9.16,65 Марія Шаталова Житомирська обл. |
| 2 милі                                      | 9.18,35 Дженніфер Сімпсон США                                                                    |                                                                                           | |
| 5000 метрів                                 | 14.18,86 WIR Гензебе Дібаба Ефіопія                                                              | 15.31,62 Лів Вестфаль Франція                                                             | |
| 50 метрів з бар'єрами                       | 7,18 Ельвіра Герман Білорусь                                                                     | 7,18 Ельвіра Герман Білорусь                                                              | |
| 55 метрів з бар'єрами                       | 7,55 ЛеТрістан Пледжер США                                                                       | 7,95 Лорен Томпсон Велика Британія                                                        | |
| 60 метрів з бар'єрами                       | 7,83 Шаріка Нелвіс США                                                                           | 7,85 Аліна Талай Білорусь                                                                 | 7,99 Анна Плотіцина Харківська обл. |
| 2000 метрів з перешкодами                   |                                                                                                  |                                                                                           | 6.42,79 Ганна Печко Дніпропетровська обл.                                                                                                  |
| 3000 метрів з перешкодами                   |                                                                                                  |                                                                                           | 10.36,12 Євгенія Прокоф'єва Київ |
| 4х200 метрів                                | 1.36,43 Університет штату Міссісіпі США Еріка Бугард Тіффані Флінн Стейс МакНіл Юріка Харді      | 1.37,07 Норвегія                                                                          | |
| 4х400 метрів                                | 3.28,48 Техаський університет США Моролаке Акіносун Ешлі Спенсер Кортні Около Кендал Байсден     | 3.31,61 Франція Флорія Гуей Елеа-Маріама Діарра Аньєз Рааролайі Марі Гайо                 | 3.32,39 Україна Наталія Пигида Київська обл. Наталія Лупу Чернівецька обл. Аліна Логвиненко Донецька обл. Юлія Олішевська Житомирська обл. |
| 4х800 метрів                                | 8.32,36 Торонтський університет Канада Рейчел Джуетт Онор Вальмслі Саша Голліш Габріела Стеффорд |                                                                                           | |
| Змішана естафета (1200+400+800+1600 метрів) | 10.42,57 WIB США Сара Браун Махогані Джонс Меган Крампок Бренда Мартінез                         | 11.03,07 EIB New Balance Ірландія (Клейр Тарплі Крістін МакМехон Кейті Кірк Сіара Магіен) | |
| Спортивна хода 3000 метрів                  | 12.05,68 Антонелла Пальмізано Італія                                                             | 12.05,68 Антонелла Пальмізано Італія                                                      | 12.21,17 Інна Кашина Сумська обл. |
| Спортивна хода 5000 метрів                  |                                                                                                  |                                                                                           | 21.21,13 NIB Людмила Оляновська Київська обл.                                                                                              |
| Стрибки у висоту                            | 2,02 Каміла Лічвінко Польща                                                                      | 2,02 Каміла Лічвінко Польща                                                               | 1,92 (двічі) Оксана Окунєва Миколаївська обл.                                                                                              |
| Стрибки з жердиною                          | 4,83 Фабіана Мурер Бразилія                                                                      | 4,80 Ніколета Кіріакопулу Греція Анжеліка Сидорова Росія                                  | 4,40 Ганна Шелех Донецька обл. |
| Стрибки в довжину                           | 6,99 Крістабель Нетті Канада                                                                     | 6,98 Івана Шпанович Сербія                                                                | 6,53 Анастасія Мохнюк Київська обл. |
| Потрійний стрибок                           | 14,69 Катерина Конєва Росія                                                                      | 14,69 Катерина Конєва Росія                                                               | 14,14 Ольга Саладуха Донецька обл. |
| Штовхання ядра                              | 19,45 Мішель Картер США                                                                          | 19,23 Аніта Мартон Угорщина                                                               | 17,94 Галина Облещук Івано-Франківська обл.                                                                                                |
| Метання ваги                                | 23,69 Дженіва Стівенс США                                                                        | 22,56 Іда Сторм Швеція                                                                    | |
| Метання диска                               | 62,07 WIB Шеніс Крефт Німеччина                                                                  | 62,07 EIB Шеніс Крефт Німеччина                                                           | |
| П'ятиборство                                | 5000 Катаріна Джонсон-Томпсон Велика Британія                                                    | 5000 Катаріна Джонсон-Томпсон Велика Британія                                             | 4707 Анастасія Мохнюк Київська обл. |

### Літній сезон
| Дисципліна                                  | Світ | Європа                                                                               | Україна |
| ------------------------------------------- | --- | ------------------------------------------------------------------------------------ | --- |
| 100 метрів                                  | 10,74 Шеллі-Енн Фрейзер-Прайс Ямайка                                                                         | 10,81 Дафне Схіпперс Нідерланди                                                      | 11,09 Наталя Погребняк Харківська обл. |
| 200 метрів                                  | 21,63 Дафне Схіпперс Нідерланди                                                                              | 21,63 ER Дафне Схіпперс Нідерланди                                                   | 22,75 Наталя Погребняк Харківська обл. |
| 300 метрів                                  | 37,11 Джіна Люккенкемпер Німеччина                                                                           | 37,11 Джіна Люккенкемпер Німеччина                                                   | |
| 400 метрів                                  | 49,26 Еллісон Фелікс США                                                                                     | 50,16 Крістін Огуруоґу Велика Британія                                               | 50,62 Наталія Пигида Київська обл. |
| 600 метрів                                  | 1.25,04 Йоанна Южвік Польща                                                                                  | 1.25,04 Йоанна Южвік Польща                                                          | |
| 800 метрів                                  | 1.56,99 Юніс Сум Кенія                                                                                       | 1.57,54 Марина Арзамасова Білорусь                                                   | 1.58,57 Наталія Лупу Чернівецька обл. |
| 1000 метрів                                 | 2.34,68 Сіфан Гассан Нідерланди                                                                              | 2.34,68 Сіфан Гассан Нідерланди                                                      | |
| 1500 метрів                                 | 3.50,07 WR Гензебе Дібаба Ефіопія                                                                            | 3.56,05 Сіфан Гассан Нідерланди                                                      | 4.06,29 Наталія Прищепа Рівненська обл. |
| Миля                                        | 4.16,71 Фейт Кіп'єгон Кенія                                                                                  | 4.18,20 Сіфан Гассан Нідерланди                                                      | |
| 2000 метрів                                 | 5.35,10 Алмаз Аяна Ефіопія                                                                                   | 6.03,13 Делія Склабас Швейцарія                                                      | |
| 3000 метрів                                 | 8.22,22 Алмаз Аяна Ефіопія                                                                                   | 8.38,47 Лора Мьюр Велика Британія                                                    | 9.04,64 Юлія Шматенко Херсонська обл. |
| 2 милі                                      | 9.59,96 Анна Рорер США                                                                                       |                                                                                      | |
| 5000 метрів                                 | 14.14,32 Алмаз Аяна Ефіопія                                                                                  | 15.07,38 Сюзан Круменс Нідерланди                                                    | 15.37,86 Валентина Жудіна Одеська обл. |
| 10000 метрів                                | 30.49,68 Гелете Бурка Ефіопія                                                                                | 31.12,93 Сара Морейра Португалія                                                     | 32.41,45 Ольга Скрипак Київ |
| 20000 метрів                                | |                                                                                      | |
| 1 година                                    | 16450 метрів Катаржина Рутковська Польща                                                                     | 16450 метрів Катаржина Рутковська Польща                                             | |
| 25000 метрів                                | |                                                                                      | |
| 30000 метрів                                | |                                                                                      | |
| 100 метрів з бар'єрами                      | 12,34 Шеріка Нелвіс США                                                                                      | 12,56 Тіффані Портер Велика Британія                                                 | 13,00 Анастасія Мохнюк Київська обл. Анна Плотіцина Київська обл.                                                                             |
| 400 метрів з бар'єрами                      | 53,50 Зузана Гейнова Чехія                                                                                   | 53,50 Зузана Гейнова Чехія                                                           | 54,75 Анна Тітімець Дніпропетровська обл. |
| 2000 метрів з перешкодами                   | 6.02,16 Вірджинія Ньямбура Ньянга Кенія                                                                      | 6.04,20 Геза Краузе Німеччина                                                        | 7.02,67 Валентина Кузьома Полтавська обл. |
| 3000 метрів з перешкодами                   | 9.05,36 Габіба Грібі Туніс                                                                                   | 9.19,25 Геза Краузе Німеччина                                                        | 9.36,87 Марія Шаталова Житомирська обл. |
| 4x100 метрів                                | 41,07 Ямайка Вероніка Кемпбелл-Браун Наташа Моррісон Елейн Томпсон Шеллі-Енн Фрейзер-Прайс                   | 42,10 Велика Британія Аша Філіп Діна Ашер-Сміт Джоді Вільямс Дезіре Генрі            | 42,50 Україна Наталія Строгова Луганська обл. Наталя Погребняк Харківська обл. Вікторія Кащеєва (П'ятаченко) Донецька обл. Христина Стуй Київ |
| 4x200 метрів                                | 1.30,52 Нігерія Блессінґ Окаґбаре Реджіна Джордж Домінік Данкан Крісті Удо                                   | 1.33,61 Німеччина Ребекка Хаазе Анне Крістіна Хаак Надін Гонска Йозефіна Ельслер     | |
| 4x400 метрів                                | 3.19,13 Ямайка Крістін Дей Шеріка Джексон Стефені Енн МакФерсон Новлін Вільямс                               | 3.23,62 Велика Британія Крістін Огуруоґу Аніка Онуора Ейлід Дойл Серен Банді-Девіс   | 3.25,91 Україна Ольга Земляк Київ Наталія Лупу Чернівецька обл. Наталія Пигида Київська обл. Ольга Ляхова Полтавська обл.                     |
| 4x800 метрів                                | 8.00,62 США Шанель Прайс Меггі Вессі Моллі Беквіт-Ладлоу Алісія Монтаньйо                                    | 8.11,36 Польща Сінтія Елвард Катаржина Бронятовска Ангеліка Ціхоцька Софія Еннауі    | |
| 4x1500 метрів                               | 17.27,54 Стенфордський університет Ребекка Мехра США Джессіка Тонн США Еліз Кренні США Клодія Сондер Франція |                                                                                      | |
| Змішана естафета (1200+400+800+1600 метрів) | 10.36,50 WR США Треньєр Мозер Саня Річардс-Росс Ейджі Вілсон Шеннон Роубері                                  | 10.45,32 ER Польща Катаржина Бронятовска Моніка Щесна Ангеліка Ціхоцька Софія Еннауі | |
| Спортивна хода 3000 метрів                  | 11.52,38 Анежка Драготова Чехія                                                                              | 11.52,38 Анежка Драготова Чехія                                                      | 15.05,26 Ксенія Бєлова Сумська обл. |
| Спортивна хода 5000 метрів                  | 21.03,59 Юлія Такач Угорщина                                                                                 | 21.03,59 Юлія Такач Угорщина                                                         | 26.35,45 Ксенія Бєлова Сумська обл. |
| Спортивна хода 10000 метрів                 | 42.55,35 Еліза Ріґаудо Італія                                                                                | 42.55,35 Еліза Ріґаудо Італія                                                        | 46.33,5 Валентина Мирончук Волинська обл. |
| Спортивна хода 20000 метрів                 | 1:31.02,3 Сандра Аренас Колумбія                                                                             | 1:35.22,4 Віолен Аверус Франція                                                      | |
| Спортивна хода 50000 метрів                 | |                                                                                      | |
| 10 кілометрів (шосе)                        | 30.41 Гледіс Чесір Кіптагелаі Кенія                                                                          | 31.41 Каролін Б'єркелі Гровдал Норвегія                                              | 33.48 Ольга Котовська Рівненська обл. |
| 15 кілометрів (шосе)                        | 46.14 WR Флоранс Кіплагат Кенія                                                                              | 49.17 Джоанн Пейві Велика Британія                                                   | |
| 10 миль (шосе)                              | 51.17 Вів'єн Черуйот Кенія                                                                                   | 52.44 Джоанн Пейві Велика Британія                                                   | 55.13 Вікторія Погорєльська Харківська обл.                                                                                                   |
| 20 кілометрів (шосе)                        | 1:01.54 WR Флоранс Кіплагат Кенія                                                                            | 1:05.42 Сара Морейра Португалія                                                      | |
| Напівмарафон (шосе)                         | 1:05.09 WR Флоранс Кіплагат Кенія                                                                            | 1:09.18 Сара Морейра Португалія                                                      | 1:13.15 Ольга Котовська Рівненська обл. |
| 25 кілометрів (шосе)                        | 1:21.55 Сутуме Асефа Ефіопія                                                                                 | 1:24.41 Сардана Трофімова Росія                                                      | |
| 30 кілометрів (шосе)                        | 1:39.40 Аберу Кебеде Ефіопія Гледіс Чероно Кіпроно Кенія                                                     | 1:41.37 Сардана Трофімова Росія                                                      | |
| Марафон (шосе)                              | 2:19.25 Гледіс Чероно Кіпроно Кенія                                                                          | 2:24.07 Олена Прокопчук Латвія                                                       | 2:29.13 Ольга Котовська Рівненська обл. |
| Екіден (шосе)                               | |                                                                                      | |
| 100 кілометрів (шосе)                       | 7:08.35 Камілл Херрон США                                                                                    | 7:08.35 Кайса Берг Швеція                                                            | |
| Спортивна хода 5 кілометрів (шосе)          | 22.05 Ке Ксю КНР                                                                                             | 22.13 Яна Смердова Росія                                                             | 22.27 Ганна Суслик Івано-Франківська обл. |
| Спортивна хода 10 кілометрів (шосе)         | 42.01 Людмила Оляновська Україна                                                                             | 42.01 Людмила Оляновська Україна                                                     | 42.01 NR Людмила Оляновська Київська обл. |
| Спортивна хода 20 кілометрів (шосе)         | 1:24.38 WR Лю Хун КНР                                                                                        | 1:24.47 WR* ER Ельміра Алембекова Росія                                              | 1:27.09 NR Людмила Оляновська Київська обл.                                                                                                   |
| Спортивна хода 50 кілометрів (шосе)         | |                                                                                      | |
| Стрибки у висоту                            | 2,03 Ганна Чичерова Росія                                                                                    | 2,03 Ганна Чичерова Росія                                                            | 1,94 (двічі) Ірина Геращенко Київ |
| Стрибки з жердиною                          | 4,91 Яріслей Сілва Куба                                                                                      | 4,83 Ніколета Кіріакопулу Греція                                                     | 4,30 Марина Килипко Харківська обл. |
| Стрибки у довжину                           | 7,14 Тіанна Бартолетта США                                                                                   | 7,07 Шара Проктор Велика Британія                                                    | 6,81 Крістіна Гришутіна Київ |
| Потрійний стрибок                           | 15,04 Катерина Конева Росія                                                                                  | 15,04 Катерина Конева Росія                                                          | 14,62 Ольга Саладуха Донецька обл. |
| Штовхання ядра                              | 20,77 Крістіна Шваніц Німеччина                                                                              | 20,77 Крістіна Шваніц Німеччина                                                      | 17,79 Галина Облещук Івано-Франківська обл.                                                                                                   |
| Метання диска                               | 70,65 Денія Кабальєро Куба                                                                                   | 70,08 Сандра Перкович Хорватія                                                       | 61,09 Наталія Семенова Донецька обл. |
| Метання молота                              | 81,08 WR* Аніта Влодарчик Польща                                                                             | 81,08 ER* Аніта Влодарчик Польща                                                     | 71,95 Ірина Новожилова Херсонська обл. |
| Метання списа                               | 67,69 Катаріна Молітор Німеччина                                                                             | 67,69 Катаріна Молітор Німеччина                                                     | 61,90 Катерина Дерун Київська обл. |
| Семиборство                                 | 6808 Бріанна Тейсен-Ітон Канада                                                                              | 6669 Джессіка Енніс Велика Британія                                                  | 6359 Анастасія Мохнюк Київська обл. |
| Десятиборство                               | |                                                                                      | |